# Blondie (còmic)
|  | Aquest article tracta sobre el còmic. Si cerqueu el grup de música, vegeu «Blondie». |

Blondie és una tira còmica creada per Chic Young i sindicada per King Features Syndicate, i el nom de la seva protagonista. S'ha publicat el diaris des del 8 de setembre del 1930. L'èxit de la tira còmica va conduir a diverses publicacions en format de comic-book, una sèrie de pel·lícules (1938-1950), un popular programa de ràdio (1939-1950), dues sitcoms (1957 i 1968-1969) i diverses aparicions a dibuixos animats.
Chic Young va escriure i dibuixar Blondie fins a la seva mort el 1973, quan el control creatiu va passar al seu fill Dean Young. Alguns artistes han ajudat a dibuixar la tira al llarg dels anys, inclosos Alex Raymond, Jim Raymond, Mike Gersher, Stan Drake, Denis Lebrun, Jeff Parker, i (des del 2005) John Marshall. Malgrat aquests canvis, Blondie ha mantingut la seva popularitat, apareixent en més de 2.000 diaris de 47 països i traduït a 35 idiomes. Del 2006 al 2013, Blondie també havia estat disponible per correu electrònic a través del servei DailyINK de King Features.

## Visió general
Originalment dissenyada per seguir els passos de les creacions prèvies de "noies boniques" de Young, The Affairs of Jane, Beautiful Bab i Dumb Dora, Blondie es va centrar en les aventures de Blondie Boopadoop: una noia despreocupada que passava els seus dies a les sales de ball juntament amb el seu xicot, Dagwood Bumstead, hereu de una fortuna industrial. El nom "Boopadoop" deriva del cant scat que va ser popularitzada per la cançó de Helen Kane de 1928 "I Wanna Be Loved by You".
Blondie i Dagwood van debutar el 8 de setembre de 1930 a la premsa americana de Nova York i diversos altres diaris als Estats Units. La tira només va ser moderadament popular durant els dos primers anys i mig, ja que l'interès per les històries humorístiques de “noies boniques” va disminuir arran de la Gran Depressió, convertint Blondie en una paròdia d'aquestes tires prenent una direcció més melodramàtica. A mitjans del 1932, i considerant que l'estadi inicial ja havia fet el seu curs, Young va intentar situar Dagwood fora de la continuïtat diària, fent que els seus pares l'enviessin a un creuer per Europa i el van substituïssin com el xicot de Blondie per un mecànic de garatge, però la immediata resposta dels lectors va provocar que Dagwood tornés a finals d'agost.
El 17 de febrer de 1933, després de moltes aficions i acumulacions, Blondie i Dagwood es van casar. Després de un mes i mig de vaga de fam per part de Dagwood per aconseguir la benedicció dels seus pares, ja que desaprovaven fermament el seu casament per sota la seva classe, el van desheretar. Es queda només amb un xec per pagar la seva lluna de mel, els Bumstead es van veure obligats a convertir-se en una família de classe mitjana dels suburbis. El matrimoni va ser un esdeveniment mediàtic important, donada la popularitat de la tira. El catàleg per a l'exposició de 2005 "75 Years of Blondie, 1930–2005," a la Universitat de la Florida deia:
Blondie's marriage marked the beginning of a change in her personality. From that point forward, she gradually assumed her position as the sensible head of the Bumstead household. And Dagwood, who previously had been cast in the role of straight man to Blondie's comic antics, took over as the comic strip's clown. (El matrimoni de Blondie va suposar el començament d'un canvi en la seva personalitat. A partir d'aquest moment, va anar assumint a poc a poc la seva posició de cap sensata de la llar Bumstead. I Dagwood, que anteriorment havia fet el paper d'un home directe als còmics antics de Blondie, es va fer convertir en el pallasso de la historieta.)

## Blondieen altres mitjans

### En còmic book
- Chic Young's Blondie (1947–1949) David McKay/King Comics, 15 números
- Dagwood Splits the Atom (1949) King Features (Public services giveaway)
- Blondie Comics Monthly (1950–1965) Harvey Publications, 148 números
- Chic Young's Dagwood Comics (1950–1965) Harvey, 140 números
- Daisy and Her Pups (1951–1954) Harvey, 18 números
- Blondie & Dagwood Family (1963–1965) Harvey, 4 números
- Chic Young's Blondie (1965–1966) King Comics, 12 números
- Blondie (1969–1976) Charlton Comics, 46 números

### Pel·lícules
Blondie va ser adaptada en una sèrie de 28 pel·lícules de sèrie B produïdes per Columbia Pictures. A partir de Blondie el 1938, la sèrie va durar 12 anys, fins a Beware of Blondie (1950). Els dos grans papers van ser interpretats per Penny Singleton com a Blondie i Arthur Lake (el primer paper protagonista del qual va ser un altre personatge de còmic, Harold Teen) com Dagwood. La fidelitat als còmics va ser una preocupació principal pels creadors de la sèrie. Es van afegir petits retocs que eren icònics de la tira, com l'aparició dels famosos entrepans de Dagwood, i el gag recurrent de Dagwood col·lisionant amb el carter enmig d'un gran nombre de cartes, que precedien la seqüència del títol a gairebé totes les pel·lícules.
Columbia tenia cura de mantenir la continuïtat, de manera que cada pel·lícula continuava a partir d'on es quedava l'última. Així, els nens de Bumstead van créixer des de nens petits fins a adults a la pantalla. Larry Simms va interpretar al fill dels Bumstead en totes les pel·lícules; el seu personatge es va anomenar originalment Baby Dumpling, i més tard es va convertir en Alexander. Marjorie Kent (nascuda Marjorie Ann Mutchie) es va incorporar a la sèrie el 1943 com la filla, Cookie. Daisy va tenir cadells al dotzè llargmetratge, Blondie for Victory (1942). Danny Mummert, que originalment havia estat escollit per interpretar Baby Dumpling, va prendre el paper continuista del veí setciències Alvin Fuddle. Completant el repartiment habitual de suport, l'actor Jonathan Hale va interpretar al patró irascible de Dagwood, J. C. Dithers. Hale va abandonar la sèrie el 1945 i va ser succeït per Jerome Cowan com a George M. Radcliffe a Blondie's Big Moment. A la darrera pel·lícula, Beware of Blondie, va tornar el personatge de Dithers, interpretat per Edward Earle i mostrat des del darrere. Els veïns dels Bumstead, els Woodleys, no van aparèixer a la sèrie fins a Beware of Blondie, interpretats per Emory Parnell i Isabel Withers.
El 1943 Columbia creia que la sèrie estava caient, i la va acabar amb It's a Great Life i Footlight Glamour, ometent deliberadament "Blondie" dels títols per atraure públic confiat. Després de 14 pel·lícules de Blondie, les estrelles Singleton i Lake van passar a altres produccions. Durant la seva absència de la pantalla, Columbia va escoltar a molts expositors i aficionats que volien que la tornada de Blondie. L'estudi va reactivar la sèrie, que va rodar 14 pel·lícules més fins al 1950. Com que encara hi havia una certa demanda per part de les sales de cinema, Columbia va començar a reeditar les pel·lícules més antigues, a partir de Blondie, i les va seguir reestrenant seguint la seva seqüència original fins a la dècada de 1950, quan van passar a televisió per la filial de vídeo de Columbia Screen Gems.
- Blondie (1938)
- Blondie Meets the Boss (1939)
- Blondie Takes a Vacation (1939)
- Blondie Brings Up Baby (1939)
- Blondie on a Budget (1940)

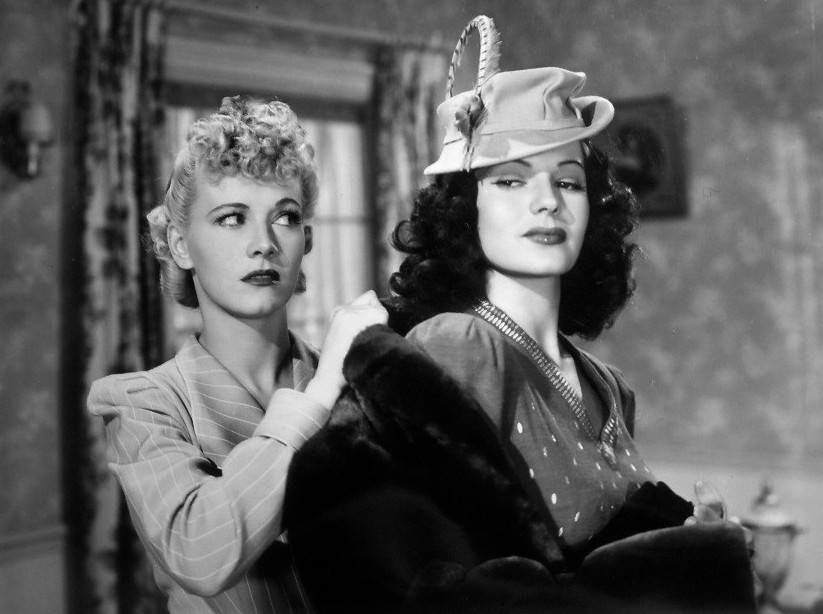
Fotografia promocional per a la pel·lícula de 1940 Blondie on a Budget, protagonitzada per Penny Singleton (esquerra) i Rita Hayworth.

- Blondie Has Servant Trouble (1940)
- Blondie Plays Cupid (1940)
- Blondie Goes Latin (1941)
- Blondie in Society (1941)
- Blondie Goes to College (1942)
- Blondie's Blessed Event (1942)
- Blondie for Victory (1942)
- It's a Great Life (1943)
- Footlight Glamour (1943)

- Leave It to Blondie (1945)
- Life with Blondie (1946)
- Blondie's Lucky Day (1946)
- Blondie Knows Best (1946)
- Blondie's Big Moment (1947)
- Blondie's Holiday (1947)
- Blondie in the Dough (1947)
- Blondie's Anniversary (1947)
- Blondie's Reward (1948)
- Blondie's Secret (1948)
- Blondie's Big Deal (1949)
- Blondie Hits the Jackpot (1949)
- Blondie's Hero (1950)
- Beware of Blondie (1950)

### Ràdio
Singleton i Lake van reprendre els seus papers per a la ràdio; el programa de ràdio Blondie va tenir una llarga carrera en diverses cadenes. Inicialment, com un programa de reposició d'estiu de 1939 per The Eddie Cantor Show (patrocinat per Camel), Blondie es va escoltar a CBS fins al juny de 1944, quan es va traslladar breument a NBC. Va tornar a CBS més tard aquell mateix any. Blondie  va continuar allà sota un nou patrocinador (Colgate-Palmolive) fins al juny de 1949. En la seva temporada final, la sèrie es va escoltar a ABC entre octubre de 1949 i juliol de 1950.

### Televisió

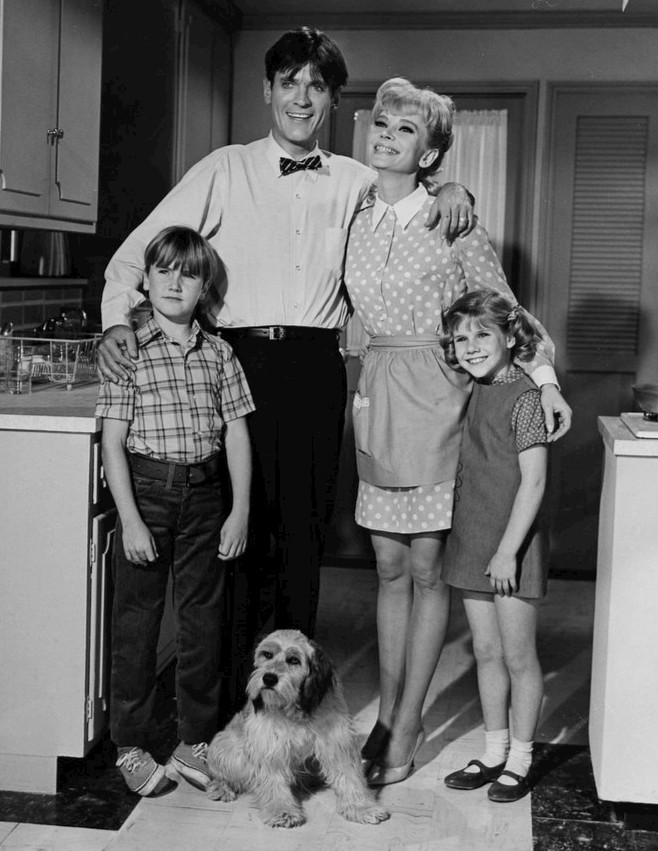
La família Bumstead a la sèrie de 1968. D'esquerra a dreta: Peter Robbins (Alexander), Will Hutchins (Dagwood), Patricia Harty (Blondie), Pamelyn Ferdin (Cookie) i la gosseta Daisy.

S'han produït dues sitcoms de televisió de "Blondie", només d'una temporada cadascuna.
- La primera es va presentar a NBC per a 26 episodis el 1957, amb Lake representant el seu paper de pel·lícula i ràdio i Pamela Britton com a Blondie.
- La segona, emesa a CBS la temporada 1968–69, va tenir a Patricia Harty i a Will Hutchins en els papers principals i al veterà actor còmic Jim Backus com al Sr. Dithers.

### Animació
Blondie, Dagwood, Baby Dumpling i la gosseta Daisy son esmentats en cartells al curt de dibuixos animats Hollywood Steps Out de 1941.
Blondie i Dagwood van ser personatges destacats a la pel·lícula de dibuixos animats "Popeye Meets the Man Who Hated Laughter", que es va estrenar el 7 d'octubre de 1972. La pel·lícula va formar part de la sèrie The ABC Saturday Superstar Movie.
Blondie i Dagwood van fer una breu aparició animada a The Fantastic Funnies, un especial de televisió centrat en còmics de diaris que es va emetre a la CBS el 1980. Van aparèixer al començament, cantant una cançó per acollir Loni Anderson amb altres personatges de tires còmiques. Més endavant, després d'una breu entrevista amb Dean Young i Jim Raymond (que dibuixava la tira en aquell moment), van presentar una seqüència breu en què Blondie insta un reticent Dagwood a tallar-se els cabells. L'animació va ser produïda per Bill Melendez Productions.
Un especial de dibuixos animats de TV amb els personatges va ser realitzat el 1987 per Marvel Productions (que abans havia col·laborat amb King Features per a la sèrie animada Defenders of the Earth, protagonitzada pels personatges d'aventures de King Feature) i es mostra a la CBS, amb un segon especial, Second Wedding Workout, el 1989. Blondie va ser interpretada vocalment per Loni Anderson i Dagwood, per Frank Welker.
En un episodi de 1989 de la sèrie animada Muppet Babies, titulat "Comic Caper", Blondie i Dagwood fan aparició de cameo. Blondie li diu a Dagwood que arribarà tard a la feina. Quan Dagwood es precipita a la porta, es colpeja contra els Muppet Babies, que han anat a parar a la tira còmica de Blondie. Baby Kermit i Baby Piggy també van parodiar a Blondie i Dagwood en una escena. La sèrie Muppet Babies va ser produïda per Marvel Productions, els productors dels especials Blondie de 1987 i 1989 i també es va emetre a la mateixa cadena de televisió, la CBS.

## Reimpressions i llibres relacionats
Reedicions
- Blondie #1 per Chic Young (1968) Signet
- Blondie #2 per Chic Young (1968) Signet
- Blondie (No. 1) per Dean Young i Jim Raymond (1976) Tempo
- Blondie (No. 2) per Dean Young i Jim Raymond (1977) Tempo
- The Best of Blondie per Dean Young, i altres autors (1977) Tempo
- Blondie: Celebration Edition per Dean Young i Jim Raymond (1980) Tempo
- Blondie (No. 3) per Dean Young i Jim Raymond (1982) Tempo
- Blondie (No. 4): A Family Album per Dean Young i Mike Gersher (1982) Tempo
- Blondie: More Surprises! per Dean Young i Mike Gersher (1983) Tempo
- Blondie Book 1 (1986) per Dean Young i Stan Drake (1986) Blackthorne
- Blondie: Mr Dithers, I Demand a Raise!! per Dean Young i Jim Raymond (1989) Tor
- Blondie: But Blondie, I'm Taking a Bath!! per Dean Young i Jim Raymond (1990) Tor
- Blondie: The Bumstead Family History per Dean Young i Melena Ryzik (2007) Thomas Nelson Pub. ISBN 1-4016-0322-X
- Blondie: Volume 1 per Chic Young (2010) The Library of American Comics ISBN 1-60010-740-0 (Primer número d'una sèrie projectada)

Ficció relacionada
- Blondie and Dagwood in Footlight Folly (1947) Dell (una novel·la no il·lustrada original. No numerada, però habitualment considerada part de la sèrie Mapback de Dell)
- Blondie's Family (1954) Treasure/Wonder Book (un llibre il·lustrat a tot color per a nens)

Història
- Blondie & Dagwood's America (1981) Harper & Row ISBN 0-06-090908-0 (col·laboració entre Dean Young i Rick Marschall, aportant un fons històric per a la tira)
- Blondie Goes to Hollywood: The Blondie Comic Strip in Films, Radio & Television per Carol Lynn Scherling (2010) BearManor Media ISBN 978-1-59393-401-9